# وادي الكبريت
وادي الكبريت بلدية جزائرية تابعة لدائرة أم العظائم في ولاية سوق أهراس.

## نبذة
تقع بلدية وادي الكبريت جنوب ولاية سوق أهراس مشكلة منطقة حدودية مع ولاية تبسة يحدها شمالا بلدية مداوروش، شرقا بلدية الدريعة، جنوبا بلدية العوينات والونزة، غربا أم العظائم
.تبلغ مساحتها 218 كيلومتر مربع تمتد من الشمال إلى الجنوب على مسافة 20 كم ومن الشرق إلى الغرب على مسافة 225 كم تقع على النهاية الشرقية لمنطقة الهضاب العليا التي تتميز بطبيعة سهبية قاسية وتضاريس جد متموجة ومرتفعات انحدارها 5 بالمئة.

## تاريخ وادي الكبريت
يرتبط تاريخ منطقة واد الكبريت بمرور خط السكة الحديدية الرابط مناجم الكويف، جبل العنق الونزة بعنابة بداية ثم إنشاء خط سكة الحديد سوق أهراس-تبسة عام 1888  م لغرض عسكري، ولكن بعد اكتشاف الفوسفات عام 1893  م في الكويف ثم إنشاء محطة لتخزين ومعالجة الفوسفات في واد الكبريت، وهكذا بدء التجمع السكاني ونشات قرية واد الكبريت حيث أنجزت السكنات الوظيفية لعمال السكة الحديدية**الحي المركزي** ثم سكنات الضمان والتقاعد وعام 1930  م تم افتتاح محطة السكة الحديدية وهكذا أنشئت القرية وتطورت حتى أصبحت بلدية أطلق عليها اسم دغبوش ثم واد الكبريت. ظلت تحمل اسم بلدية حتى سنة 1964  م حيث ألحقت إداريا ببلدية مونتسكيو *مداوروش*إلى غاية التقسيم الإداري الجديد عام 1984  م حيث ارتقت إلى صنف بلدية من جديد.